# إيفان بوزوفيتش
إيفان بوزوفيتش هو لاعب كرة قدم صربي في مركز الدفاع، ولد في 25 مايو 1990 في كراغوييفاتس في صربيا. لعب مع نادي أو إف كيه بيوغراد.

## وصلات خارجية
- إيفان بوزوفيتش على موقع الاتحاد الأوربي (الإنجليزية)
- إيفان بوزوفيتش على موقع قاعدة بيانات كرة القدم.إي يو (الإنجليزية)
- إيفان بوزوفيتش على موقع Soccerway.com (الإنجليزية)